# Hisaya-ōdōri (metropolitana di Nagoya)
Hisaya-ōdōri (久屋大通駅?, Hisaya-ōdōri-eki) è una stazione della metropolitana di Nagoya situata nel quartiere di Naka-ku a Nagoya, in Giappone. Offre l'interscambio fra le linee Meijō e Sakura-dōri.

## Linee
Linea Meijō (M06)
 Linea Sakura-dōri (S05)

## Struttura
La stazione, sotterranea, offre l'interscambio fra le due linee summenzionate. L'interscambio richiede solo l'utilizzo di una rampa di scale, o scale mobili, e richiede quindi poco tempo. La linea Meijō possiede due banchine laterali con binari passanti al centro, mentre la linea Sakura-dōri è realizzata con un marciapiede centrale a isola.
| 1 | Linea Meijō       | per Sakae, Kanayama e Nagoyakō (via linea Meikō) |
| 2 | Linea Meijō       | per Shiyakusho, Ōzone e Motoyama                 |
| 3 | Linea Sakura-dōri | per Aratama-bashi, Nonami e Tokushige            |
| 4 | Linea Sakura-dōri | per Imaike, Nagoya e Nakamura Kuyakusho          |

## Stazioni adiacenti
| «                 | Servizio    | »           |
| Linea Meijō       | Linea Meijō | Linea Meijō |
| ----------------- | ----------- | ----------- |
| Sakae             | -           | Shiyakusho  |
| Linea Sakura-dōri |             |             |
| Marunouchi        | -           | Takaoka     |